# Brugt Kazemier
Brugt Hendrik Kazemier (Groningen, 14 oktober 1907 - Wassenaar, 19 augustus 1983) was een Nederlands jurist.
Kazemier studeerde rechten en wijsbegeerte aan de Rijksuniversiteit Groningen, waar hij in 1935 (cum laude) respectievelijk 1937 afstudeerde. Na zijn afstuderen werd hij ambtenaar, raadsadviseur (1946-1948) en uiteindelijk raadsadviseur in algemene dienst (1948-1955) bij het ministerie van Justitie. Daarnaast werd hij in 1953 benoemd tot buitengewoon hoogleraar aan de Nederlandse Economische Hogeschool met als leeropdracht de methodologie en wijsbegeerte van het recht. In 1958 werd hij bovendien lid van het Hoog Militair Gerechtshof.
Op 24 februari 1955 werd Kazemier aanbevolen voor benoeming in de Hoge Raad, ter vervulling van een vacature die was ontstaan door het overlijden van Maarten Pleun Vrij. Kazemier was de derde op de aanbeveling; voor hem kwamen nog Johann Hülsmann en Marcel Henri Bregstein. De Tweede Kamer plaatste hem echter bovenaan de voordracht en de benoeming volgde op 5 april van dat jaar. In 1971 werd Kazemier benoemd tot vicepresident van de Hoge Raad, na de benoeming van Marius Anne van Rijn van Alkemade tot president. Met ingang van 1 januari 1975 werd hem op eigen verzoek ontslag verleend.
Kazemier overleed in 1983 op 75-jarige leeftijd.